# You Let Me Walk Alone
You Let Me Walk Alone è un singolo del cantante tedesco Michael Schulte, pubblicato il 20 febbraio 2018 su etichetta discografica Very Us Records come unico estratto dalla raccolta Dreamer.

## Descrizione
Si tratta di una dedica al padre, scomparso quando il cantante aveva 14 anni. Scritto da Schulte stesso con Thomas Stengaard, Nisse Ingwersen e Nina Müller, il brano è stato selezionato per l'Unser Lied für Lissabon, processo di selezione nazionale per l'Eurovision Song Contest. Nella serata finale del programma è stato proclamato vincitore del programma, avendo ottenuto il massimo dei punteggi da parte giuria tedesca, dalla giuria internazionale e dal televoto. Questo gli ha concesso il diritto di rappresentare la Germania all'Eurovision Song Contest 2018, a Lisbona, in Portogallo.
Dato che la Germania fa parte dei Big Five, il brano ha avuto accesso diretto alla serata finale del 12 maggio 2018. You Let Me Walk Alone si è classificato al quarto posto nella manifestazione.

## Tracce
Download digitale
1. You Let Me Walk Alone – 2:57

## Classifiche
| Classifica (2018) | Posizione massima |
| ----------------- | ----------------- |
| Austria           | 23                |
| Belgio            | 63                |
| Estonia           | 34                |
| Germania          | 3                 |
| Paesi Bassi       | 83                |
| Spagna            | 72                |
| Svezia            | 32                |
| Svizzera          | 27                |